# Biên khúc
Trong âm nhạc, cải biên (arrangement) hay biên khúc là chuyển thể từ một nhạc phẩm được sáng tác trước đó. Nó có thể khác với nhạc phẩm gốc ở việc hài hòa hóa, diễn giải lại giai điệu, biến tấu, hoặc phát triển cấu trúc bản nhạc. Cải biên khác với hòa âm, tức sắp xếp lại vị trí các nốt nhạc trong một buổi trình diễn dàn nhạc, hòa nhạc hoặc các đoàn thể khác. Cải biên "liên quan đến việc bổ sung thêm thành phần kỹ thuật, chẳng hạn các đoạn chuyển để giới thiệu, chuyển tiếp, hoặc điều chế và kết thúc.... Cải biên là hình thức nghệ thuật làm đa dạng hơn giai điệu hiện có".
Cải biên khác với remix; trong khi remix có thể được tái trình diễn qua pha trộn nhiều thể loại âm tố và tiết tấu khác nhau nhưng không thay đổi nền nhạc chính, cải biên ngược lại mang đến cho người nghe cảm giác mới về âm thanh và thường sử dụng một nhiều loại nhạc cụ hoàn toàn mới.